# 聖澤維爾 (亞利桑那州)
聖澤維爾（英語：San Xavier）是位於美國亞利桑那州皮馬縣的一個非建制地區。該地的面積和人口皆未知。

## 地理
聖澤維爾的座標為31°58′19″N 111°05′40″W / 31.97194°N 111.09444°W，而該地的平均海拔高度為1080米（即3540英尺）。